# تورداش
تورداش (به لاتین: Turdaș) یک منطقهٔ مسکونی در رومانی است که در شهرستان هوندوارا واقع شده‌است.

## خصوصیات
تورداش ۱٬۹۵۵ نفر جمعیت دارد.